# Tyúklúd

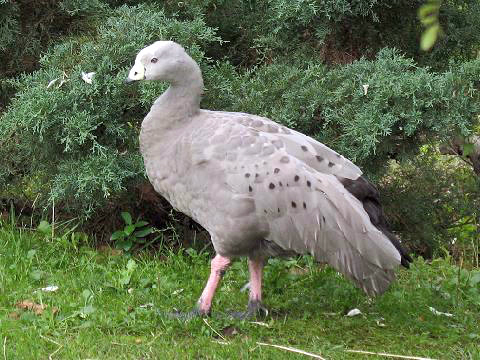

A tyúklúd (Cereopsis novaehollandiae) a lúdalakúak (Anseriformes) rendjébe, a  récefélék (Anatidae) családjába, ezen belül lúdformák (Anserinae) alcsaládjába  tartozó Cereopsis nem egyetlen faja.

## Előfordulása
Pár helyen költ Dél-Ausztráliában, Tasmániában, és a környező szigeteken.
1915-ben betelepítették Új-Zélandra. Összállományát legalább 15 000 madárra becsülik.
Olyan szigeteken költ, ahol magas füvű búvóhelyek és rövid füvű legelők is vannak, a költési időszakon kívül a tengerpart lapos, füves területein tartózkodik.

## Megjelenése
Hossza 75–90 centiméter, szárnyfesztávolsága 137–160 centiméter testtömege 4–6 kilogramm. 
Teste vaskos és szürke színű, hosszú lábai erősek és sötét rózsaszínűek, csőre sajátságos: rövid, zömök és egy halványzöld viaszhártya teljesen beborítja. 
A szárnyfedő tollakon sötét pettyek vannak.
Viselkedésében és életmódjában átmenet képez a ludak és a récék között.
A hímek kiáltása hangos "erk-erk..", a tojók disznószerűen röfögnek.
|  |  |  |

## Életmódja
Párban él és kis szigetszerű telepekben költ.
Hosszú csüdje miatt kitűnően gyalogol, jól fut, ám csak ritkán repül.
A vízbe nem szívesen megy, fürdésre is csak kivételesen vállalkozik.
Néha időjárási szélsőségek rákényszerítik jellegzetes tulajdonságai ideiglenes feladására: az esős évszak olykor tartós repülésre ösztönzi.
Ilyenkor hátrahagyva szigetotthonát, átrepül az ausztrál kontinensre.
Kizárólag növényi tápláléka füvekből és lágyszárúakból áll.

## Szaporodása
A fészkek általában a talajon vannak, de bokrokon és alacsonyabb fákon is megtalálhatók. A réceféléknél kivételes módon a fészket kizárólag a hím építi.
Az életük végéig együtt maradó párok nagyon intenzíven védik a fészket és környékét. 
A fészekalj 4-5 tojásból áll, csak a tojó kotlik 34-37 napig, a fiókákat azonban mindkét szülő vezeti, veszély esetén vízhez viszik őket.
Körülbelül 75 nap után lesznek a fiókák röpképesek, de a család sokáig, akár a következő költési szezonig együtt maradhat.